# Chastain Peak
Chastain Peak är en bergstopp i Antarktis. Den ligger i Västantarktis. Inget land gör anspråk på området. Toppen på Chastain Peak är 2 255 meter över havet, eller 55 meter över den omgivande terrängen. Bredden vid basen är 5,1 km.
Terrängen runt Chastain Peak är huvudsakligen en högslätt. Trakten är obefolkad. Det finns inga samhällen i närheten.